# Fluginformationsdienst
Der Fluginformationsdienst (englisch Flight information service, FIS) ist ein Flugsicherungsdienst und gibt den Führern von Luftfahrzeugen innerhalb eines Fluginformationsgebietes Informationen und Hinweise, die für die sichere, geordnete und flüssige Durchführung von Flügen erforderlich sind. Fluginformationsdienst wird sowohl für Instrumentenflüge (IFR) als auch für Sichtflüge (VFR) durchgeführt.

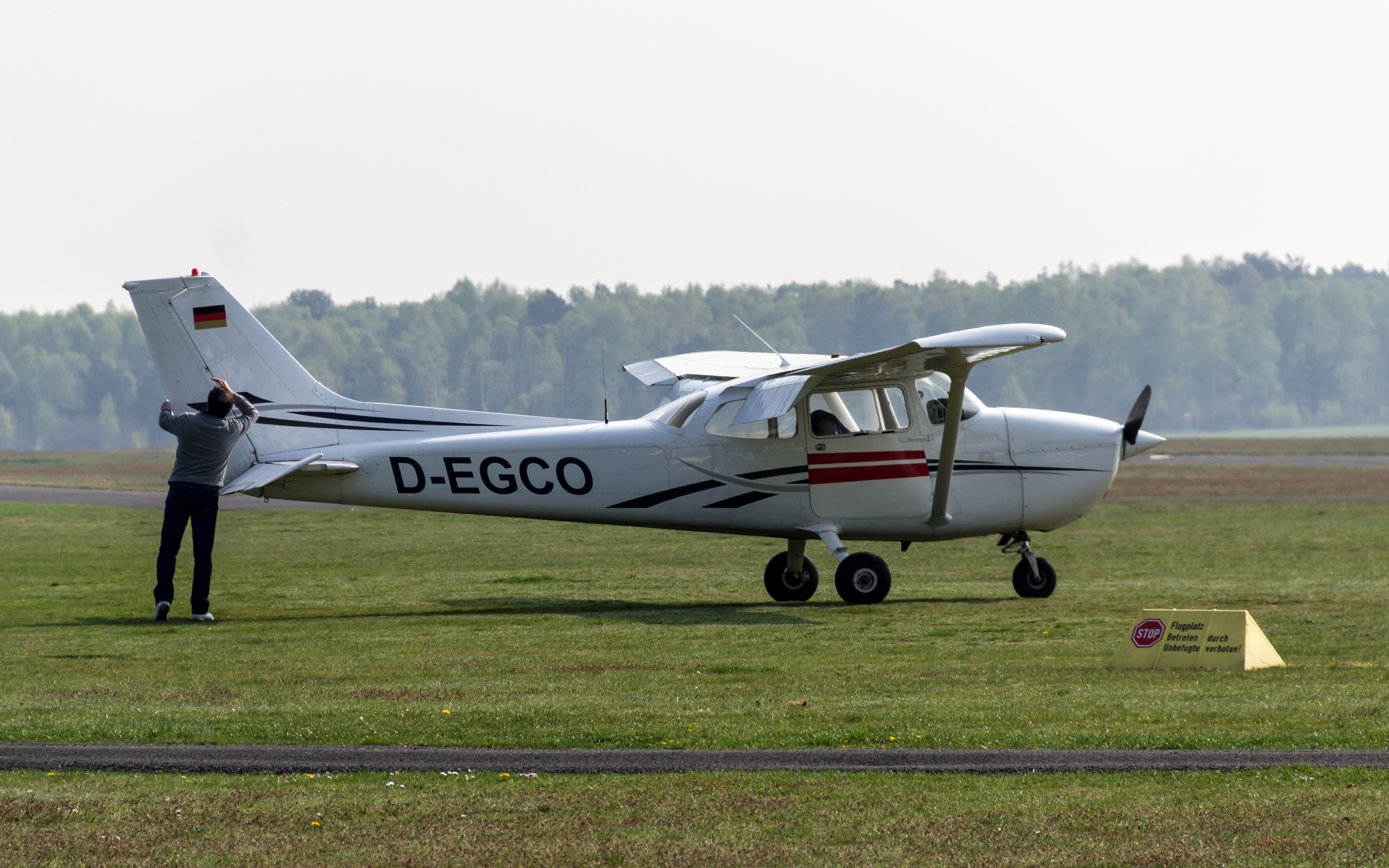
Cessna 172 – Flugvorbereitung

## Fluginformationsdienst in Deutschland

### Aufgaben des Fluginformationsdienstes
Folgende Aufgaben werden vom Fluginformationsdienst ausgeübt:
- Verbreitung allgemeiner Informationen als Flugrundfunksendung
- Verbreitung gezielter Informationen im Einzelfall (z. B. Informationen zum Wetter oder der Luftraumnutzung)
- Entgegennahme und Verbreitung von Verkehrsinformationen (auch mittels Radar)
- Entgegennahme und Weiterleitung von Pilot Weather Reports (PIREPs) und im Flug aufgegebenen Flugplänen
- Unterstützung bei der Navigation

Der Leistungsumfang des Fluginformationsdienstes ist vom Arbeitsanfall sowie von den am Arbeitsplatz verfügbaren technischen Einrichtungen und deren Möglichkeiten abhängig. Es gibt also keine Garantie für eine Unterstützung seitens des Fluginformationsdienstes.
Neben dem Fluginformationsdienst wird auch ein Flugberatungsdienst (engl. Aeronautical Information Service, AIS) angeboten, der im Gegensatz zum Fluginformationsdienst vor dem Flug zur Verfügung steht. Fluginformationsdienst wird in Deutschland von jeder Flugsicherungsstelle erbracht. Hierfür werden in den verschiedenen Fluginformationsgebieten auch gesonderte Funkfrequenzen bereitgehalten. Die Flugverkehrskontrolle hat dabei Vorrang vor der Durchführung des Fluginformationsdienstes.
Zudem wird durch den Fluginformationsdienst auch der Flugalarmdienst zur Verfügung gestellt.

### Inanspruchnahme des Fluginformationsdienstes
Der Fluginformationsdienst kann auf zwei verschiedene Arten in Anspruch genommen werden:
1. Mittels Herstellung einer Sprechfunkverbindung zum zuständigen FIS-Lotsen, der dann gezielt auf Informationswünsche seitens des Flugzeugführers eingeht. (Beispiel einer Sprechfunkverbindung)
2. Mittels Abhören der allgemein ausgestrahlten Flugrundfunksendungen, die allgemeinere Informationen enthalten.

#### Beispiel einer Sprechfunkverbindung
„Pilot: Langen Information, Delta Echo…
FIS: Delta Echo…, Langen Information
Pilot: Delta Echo…, Cessna 172, VFR von Worms nach Sylt, Position Michelstadt, 3000 Fuß, erbitte Verkehrsinformation“

#### Flugrundfunksendungen
Folgende Informationen werden über Flugrundfunksendungen verbreitet:
- Beschränkungen und Gefährdungen für den Luftverkehr, die kurzfristig auftreten und nicht rechtzeitig veröffentlicht werden können (z. B. Großbrände oder Einsätze des Such- und Rettungsdienstes)
- Signifikante Wettererscheinungen (SIGMET)
- Start- und Landeinformationen (ATIS)

Folgende Informationen enthält eine allgemein ausgestrahlte Flugrundfunksendung:
- allgemeiner Anruf
- Angabe der sendenden Stelle
- Anlass der Meldung
- Umkreis, Ort (evtl. geographische Koordinaten), Höhe
- Art und Umfang z. B. einer Beschränkung

### Radargestützter Fluginformationsdienst
Für militärische Flüge nach Sichtflugregeln (OAT-VFR-Flüge) wird zur Erhöhung der Sicherheit ein durch Radar unterstützter Fluginformationsdienst (RAFIS) bereitgestellt. Dieser wird von den Flugverkehrskontrollstellen der Deutschen Flugsicherung, den örtlichen militärischen Anflugkontrollstellen oder den abgesetzten militärischen Dienststellen durchgeführt. Radarunterstützter Fluginformationsdienst soll insbesondere den Wechsel vom VFR- zum IFR-Flug sowie Durchflüge der Luftraumklassen „C“ und „D“ erleichtern.

## Fluginformationsdienst in anderen Ländern
Auch in Österreich wird FIS von allen Flugsicherungsstellen erbracht. Außerdem gibt es eine gesonderte Fluginformationszentrale, die auf einer eigenen Frequenz diverse Informationen an Piloten im Flug liefert.